# مدرسة توحيد الإسلام للبنات
مدرسة توحيد الإسلام للبنات (بالإنجليزية: Tauheedul Islam Girls' High School)‏؛ هي مدرسة ثانوية للبنات تقع في إحدى ضواحي مدينة بلاكبيرن البريطانية. احتلت صدارة ترتيب أفضل المدارس في المملكة المتحدة لعام 2019، في بادرة تعد الأولى على مستوى المؤسسات التعليمية الإسلامية في البلاد.

## جوائز وترشيحات
في يناير 2014 ، تم ترشيح المدرسة لجائزة الخدمات التعليمية في حفل توزيع جوائز المسلم البريطاني .

## روابط خارجية
- الموقع الرسمي

  - ثانوية توحيد الإسلام للبنات (الأرشيف)
- توحيد الإسلام الإيمان، التعليم وثقة المجتمع (TIFECT)